# 中国共产党株洲市委员会
中国共产党株洲市委员会（简称中共株洲市委）是中国共产党在株洲市的领导机关。

## 职责
根据《中国共产党地方委员会工作条例》，中国共产党地方委员会主要实行政治、思想和组织领导，承担下列职能：
1. 对本地区重大问题作出决策。
2. 通过法定程序使党组织的主张成为地方性法规、地方政府规章或者其他政令。
3. 加强对本地区宣传思想文化工作的领导，牢牢掌握意识形态工作领导权、话语权。
4. 按照干部管理权限任免和管理干部，向地方国家机关、政协组织、人民团体、国有企事业单位等推荐重要干部。
5. 支持和保证人大、政府、政协、法院、检察院、人民团体等依法依章程独立负责、协调一致地开展工作，发挥这些组织中党组的领导核心作用。
6. 加强对本地区群团工作和统一战线工作的领导。
7. 动员、组织所属党组织和广大党员，团结带领群众实现党的目标任务。

## 历任书记
| 届次 | 姓名   | 就任日期   | 离任日期   | 备注  |
| ---- | ------ | ---------- | ---------- | ----- |
| 1    | 杨第莆 | 1951年4月  | 1951年7月  |       |
| 2    | 陈继昌 | 1951年7月  | 1952年11月 |       |
| 3    | 侯锡义 | 1952年12月 | 1954年6月  |       |
| 4    | 王治国 | 1954年6月  | 1954年9月  |       |
| 5    | 马壮昆 | 1954年9月  | 1967年12月 |       |
| 6    | 高继唐 | 1968年12月 | 1977年11月 |       |
| 7    | 周政   | 1977年11月 | 1980年5月  |       |
| 8    | 朱远明 | 1980年5月  | 1982年2月  |       |
| 9    | 李照民 | 1982年2月  | 1983年5月  |       |
| 10   | 孙文盛 | 1983年5月  | 1984年7月  |       |
| 11   | 曹伯纯 | 1984年7月  | 1990年5月  |       |
| 12   | 周吉太 | 1990年6月  | 1994年1月  |       |
| 13   | 程兴汉 | 1994年2月  | 2000年4月  |       |
| 14   | 王汀明 | 2000年4月  | 2003年3月  |       |
| 15   | 肖雅瑜 | 2003年3月  | 2008年3月  |       |
| 16   | 陈君文 | 2008年3月  | 2013年4月  |       |
| 17   | 贺安杰 | 2013年4月  | 2016年3月  |       |
| 18   | 毛腾飞 | 2016年3月  | 2021年4月  | [ 2 ] |
| 19   | 曹慧泉 | 2021年4月  |            | [ 3 ] |